# Serge Laurin
Pour les articles homonymes, voir Laurin.
Serge Laurin, né à Montréal en 1942 et décédé à Saint-Jérôme le 19 décembre 2017 à l’âge de 75 ans,, est un historien québécois, professeur et auteur de plusieurs ouvrages sur la région des Laurentides, située au nord de Montréal, au Québec.
Serge Laurin obtient un baccalauréat ès arts du Collège Sainte-Croix en 1964, une licence en lettres (histoire) de l’Université de Montréal en 1968 et un baccalauréat en sciences politiques de l’Université du Québec à Montréal (UQAM) en 1975.
Durant ses études classiques, Serge Laurin est marqué par la pédagogie et l'enseignement de l'historien Jean-Paul Bernard.

## Enseignement
De 1968 à 1997, Serge Laurin est professeur au Cégep de Saint-Jérôme où il enseigne l'histoire générale de l'Occident, particulièrement du Québec et du Canada, des relations internationales et des idées politiques. Il met sur pied un Centre de documentation en Sciences humaines ainsi qu’un cours d’histoire régionale consacré aux Laurentides, une première au Québec.

## Recherches et publications
En 1982, il s’associe à l’Institut québécois de recherche sur la culture (IQRC), devenu INRS-Urbanisation, Culture et Société, pour réaliser une synthèse sur l’histoire des Laurentides, premier projet entièrement réalisé par l’IQRC dans le cadre de son chantier sur l’histoire des régions. En collaboration avec le sociologue Fernand Harvey, directeur du chantier, Serge Laurin collabore à définir les paramètres des synthèses à venir. Il amorce ainsi une carrière de recherche en histoire régionale qu’il mènera parallèlement à son enseignement et qu’il poursuivra après sa retraite du Cégep de Saint-Jérôme en 1997.
C'est ainsi qu'en 1989, il publie son Histoire des Laurentides, qui connaît une large diffusion dans cette région, dans les milieux scientifiques et auprès du grand public. En plus de marquer une percée en historiographie régionale, cet ouvrage a aidé au développement d’une prise de conscience dans la population et auprès des divers intervenants de ce territoire.

« Serge Laurin a mis sept ans à mener à terme son projet. À ma connaissance, c’est la première fois qu’un professeur de Cégep est chargé d’un aussi gros projet de recherche en sciences humaines. Dans le milieu, on a tendance à penser que la recherche est réservée à ceux qui détiennent un doctorat. »

« Tel quel, l’ouvrage, fruit d’un labeur bénédictin, est une mine de renseignements et une somme régionale incontournable. »

« En dépit des difficultés qu’il a dû affronter, Serge Laurin réussit à nous montrer la dynamique des rapports régionaux et les liens très divers qui se sont établis entre les basses terres et le plateau. On le doit à son habileté et à son extraordinaire détermination de faire de ces difficultés un moyen de poser le problème de l’intégration régionale. »

Parmi ses autres publications, on note Rouge Bleu, la saga des Prévost et des Nantel en 1999, une analyse de la rivalité entre les élites politiques conservatrices et libérales des Laurentides à la fin du XIXe siècle et au début du XXe siècle. 

« Cet ouvrage permet au lecteur de voir comment, concrètement, s’imbriquent l’histoire régionale et l’histoire nationale, comment la politique provinciale et fédérale ne se joue pas seulement à Québec et à Ottawa. Heureux mélange d’histoire politique et régionale, écrite dans une langue correcte et comportant juste assez de détails contextuels, cette saga laurentienne témoigne de ce que l’histoire nationale ne se déroule pas seulement à Montréal. »

On lui doit aussi deux monographies consacrées à des villes importantes de ce territoire : Sainte-Agathe-des-Monts, et Saint-Jérôme.

## Distinctions
- Grand prix de la culture des Laurentides 1992, catégorie «lettres», pour son Histoire des Laurentides et pour ses diverses contributions à l’histoire de la région[15].
- Grand prix de la culture des Laurentides 1997 pour son implication dans le domaine du patrimoine[16].

« Connu comme auteur de l’Histoire des Laurentides publiée en 1989, Serge Laurin poursuit son œuvre de sauvegarde et de renouvellement de la mémoire collective. »